# Xã North Star, Quận St. Louis, Minnesota
Xã North Star (tiếng Anh: North Star Township) là một xã thuộc quận St. Louis, tiểu bang Minnesota, Hoa Kỳ. Năm 2010, dân số của xã này là 190 người.